# The Haircut
The Haircut és una pel·lícula estatunidenca dirigida per Tamar Simon Hoffs, estrenada el 1982.

## Repartiment
- John Cassavetes: Productor de música
- Joyce Bulifant: Dell
- Nicholas Colasanto: Bobby Russo (Barber)
- Meshach Taylor: Sam (Encerador de sabates)
- Susanna Hoffs: Filla de Bobby Russo
- Debbi Peterson: Filla de Bobby Russo
- Victoria Peterson: Filla de Bobby Russo
- Marji Mize: Filla de Bobby Russo
- Robert Silvestro: L'home sota la tovallola
- Bob Russo: El verdader barber
- Michael Barsimanto: Batedor
- Daniel Selby